# Wherever I May Roam
Wherever I May Roam  (с англ. — «Где бы я ни скитался») — песня американской трэш-метал-группы Metallica, вышедшая в качестве четвёртого сингла с альбома Metallica.

## Аранжировка
Все струнные инструменты в этой песне — две гитары и бас-гитара — настроены в стандартном музыкальном строе: E, A, D, G, B, E. Вступление оригинальной записи содержит в себе азиатские инструменты, такие как гонг и ситар, в сочетании с наложенной на них двенадцатиструнной бас-гитарой Warwick. Во всей остальной песне используется традиционная четырёхструнная бас-гитара в стандартной настройке.
Песня часто исполняется группой на концертах, в частности, она прозвучала на концерте с Симфоническим оркестром Сан-Франциско под управлением Майкла Кеймена. Во время живого исполнения в интро используется настоящий ситар, записанный на фонограмму, однако на концерте с оркестром Сан-Франциско гитарист Кирк Хэммет исполнил это вступление вживую на электроситаре производства фирмы Danelectro. В отличие от него бас-гитарист группы Джейсон Ньюстед никогда не использовал для этой песни 12-струнный бас.

## Содержание песни
Текст песни повествует от имени человека, видящего свободу в отказе от коросты имущества, сознательно скитающегося и берегущего только свой внутренний мир. Для отражения в музыке такого бредущего аскета во вступлении используется ситар, ассоциирующийся с индийской культурой неимущего (нестяжательного) интеллектуального богатства браманов. Возможные художественные эквиритмичные переводы слов песни представлены текстами Предо мной все пути и Свободен как волк.

## Демо
Демоверсия песни была записана Ларсом Ульрихом на его домашней студии Dungeon 13 августа 1990 года.

## Видеоклип
Видеоклип на песню был представлен на канале MTV 21 мая 1992 года. Срежиссировали его Адам Дубин и Уэйн Ишам, также работавшие над клипом на песню Enter Sandman. Ролик представляет собой нарезку концертных и закулисных видео с тура Wherever I May Roam Tour.

## Участники записи
- Джеймс Хетфилд — вокал, ритм-гитара, ситар;
- Ларс Ульрих — барабаны;
- Кирк Хэммет — соло-гитара;
- Джейсон Ньюстед — бас-гитара, бэк-вокал.

## Список композиций

### US Single
- «Wherever I May Roam» — 6:42
- «Fade to Black (Live)» — 7:43

### International Single
- «Wherever I May Roam» — 6:43
- «Fade to Black (Live)» — 7:43
- «Wherever I May Roam (Demo)» — 5:35

### International Digipak Single
- «Wherever I May Roam» — 6:45
- «Last Caress (Live)/Am I Evil? (Live)/Battery (Live)» — 11:59

### Japanese EP
- «Wherever I May Roam» — 6:44
- «Fade to Black (Live)» — 7:44
- «Last Caress (Live)/Am I Evil? (Live)/Battery (Live)» — 11:59

## Дискография песни
- Альбом Metallica;
- сингл Wherever I May Roam;
- концертный альбом Live Shit: Binge & Purge;
- сингл Fuel;
- концертный альбом S&M;
- сингл All Nightmare Long;
- саундтрек к игре Guitar Hero: Metallica;
- DVD Orgullo, Pasion y Gloria deluxe;
- саундтрек к фильму Metallica: Сквозь невозможное.

## Позиции в чартах
| Чарт (1992-93)                           | Позиция |
| ---------------------------------------- | ------- |
| Австралия (ARIA)                         | 14      |
| Finland (Suomen virallinen lista)        | 1       |
| Франция (SNEP)                           | 10      |
| Нидерланды (Single Top 100)              | 22      |
| Норвегия (VG-lista)                      | 2       |
| Швеция (Sverigetopplistan)               | 28      |
| UK Singles (The Official Charts Company) | 25      |
| US Billboard Hot 100                     | 82      |
| US Billboard Album Rock Tracks           | 2       |